# Parastacidae
Parastacidae é uma família de lagostins de água doce com distribuição natural no Hemisfério Sul. A família tem uma típica distribuição Gondwana, com membros extantes na América do Sul, Madagáscar, Austrália, Nova Zelândia e Nova Guiné e membros extintos na Antártida. A família integra a superfamília monotípica Parastacoidea.

## Descrição
Três dos géneros podem ser encontrados no Chile: Virilastacus, Samastacus e Parastacus. Este último género ocorre em disjunção no sul do Brasil.
Não existem lagostins nativos da África continental, mas existem seis espécies em Madagáscar, todas do género Astacoides.
A Australásia é particularmente rica em lagostins. O pequeno género Paranephrops é endémico da Nova Zelândia. Dois géneros são endémicos da Tasmânia, Astacopsis e Parastacoides, e outros dois podem ser encontrados de cada lado do Estreito de Bass, Geocharax e Engaeus. A maior diversidade, no entanto, encontra-se na Austrália continental. Três géneros são endémicos e possuem distribuições restritas (Engaewa, Gramastacus e Tenuibranchiurus), enquanto que outros dois possuem uma distribuição mais alargada e contêm cerca de 90 espécies: Euastacus, próximo da costa australiana, de Melbourne até Brisbane, e Cherax ao longo da Austrália e Nova Guiné.
O género inclui as seguintes espécies:
- Astacoides
- Astacopsis
- Cherax
- Engaeus
- Engaewa
- Euastacus
- Geocherax
- Gramastacus
- Paranephrops
- Parastacoides
- Parastacus
- Samastacus
- Tenuibranchiurus
- Virilastacus